# Cecilia Wadensjö
Cecilia Wadensjö, född 2 juli 1954 i Östersund, är en svensk professor i översättningsvetenskap, specialiserad på tolkning och knuten till  Stockholms universitet, Institutionen för svenska och flerspråkighet (Svefler), Tolk- och översättarinstitutet (TÖI).
Cecilia Wadensjö disputerade 1992 vid Linköpings universitet på avhandlingen Interpreting as Interaction – On dialogue interpreting in immigration hearings and medical encounters, en av de första studierna i världen som studerar tolkning som interaktion. Den gavs ut av Routledge som bok i en omarbetad version 1998. I boken presenterar Wadensjö sina tankar om tolkning som översättning kontra tolkning som samspel. Vid tiden för Wadensjös avhandling och bokens publicering var detta helt nya tankar inom tolkforskningen, där man tidigare tenderat att enbart fokusera på tolkens roll och betydelse för en korrekt översättning. Wadensjö lyfte fram samspelet och samhandlingen som grund för en framgångsrik tolkning. Hennes tankar bygger på och utvecklar Erving Goffmans idéer om ramverk för deltagande. 
År 1998 publicerades också en populariserad version på svenska av avhandlingen med delvis nytt material under titeln Kontakt genom Tolk. Cecilia Wadensjö beskriver initierat vad som är karaktäristiskt för ett sådant samtal. Med hjälp av autentiska exempel från vården och polisen ger hon en nyanserad bild av hur detta kan gå till i praktiken och vilka problem som kan uppstå. Kontakt genom tolk visar på ett övertygande sätt att utbildade tolkar behövs för att garantera rättskipning, vård och social service på lika villkor för alla. Det behövs också kunskap om hur man samtalar via tolk för att garantera kvalitén på det arbete som utförs vid samhällets institutioner. Genom att reflektera kring denna speciella form av kommunikation kan man lära sig mycket om vad man tar för givet i vanliga samtal, och vad förändringar av det invanda kan betyda. Kontakt genom tolk kom i en ny reviderad upplaga 2018. Tillsammans med den italienska kollegan Laura Gavioli gav hon 2023 ut The Routledge Handbook of Public Service Interpreting.